# Alexander Aitken
Alexander Craig "Alec" Aitken (Dunedin, 1 de abril de 1895 – Edimburgo, 3 de novembro de 1967) foi um matemático neozelandês. Em um artigo de 1935 introduziu o conceito de mínimos quadrados generalizados, juntamente com notação vetor/matriz não-padrão para o modelo de regressão linear. Outro artigo influente em coautoria com seu aluno Harold Silverstone estabeleceu o limite inferior sobre a variância de um estimador, atualmente conhecido como desigualdade de Cramér Rao.

## Vida e obra
Aitken nasceu em 1 de abril de 1895 em Dunedin, o mais velho dos sete filhos de William Aitken e Elizabeth Towers. Frequentou a Otago Boys' High School em Dunedin (1908–1913). Prestou serviço militar ativo durante a Primeira Guerra Mundial na Força Expedicionária da Nova Zelândia, participando da Campanha de Galípoli (Turquia), Egito e na Frente Ocidental. Foi ferido na Batalha do Somme.
Aitken obteve um grau de M.A. na Universidade de Otago em 1920, sendo então professor da Otago Boys' High School em 1920–1923.
Aitken obteve um grau de Ph.D. na Universidade de Edimburgo, Escócia, onde sua tese, "Smoothing of Data", foi considerada tão impressionante que lhe foi concedido o título de D.Sc. em 1925. O impacto de Aitken na universidade foi tão grande que ele foi eleito fellow da Sociedade Real de Edimburgo (FRSE) um ano antes de receber este último título, após proposta de Edmund Taylor Whittaker, Charles Galton Darwin, Edward Copson e David Gibb.
Aitken foi um dos mais destacados calculadores mentais, tendo uma prodigiosa memória. Sabia os primeiros mil dígitos de {\displaystyle \pi }, os 96 dígitos recursivos de 1/97, e memorizou a Eneida na escola. Infelizmente, sua inabilidade para esquecer os horrores vivenciados na Primeira Guerra Mundial levaram a recorrente depressão ao longo de sua vida.
Foi eleito membro da Royal Society em 1936.